# لمويل هوكينز
لمويل هوكينز (بالإنجليزية: Lemuel Hawkins)‏ هو لاعب كرة قاعدة أمريكي، ولد في 2 أكتوبر 1895 في ماكون في الولايات المتحدة، وتوفي في 10 أغسطس 1934 في شيكاغو في الولايات المتحدة.